# ليبانتو
ليبانتو (بالإنجليزية: Lepanto, Arkansas)‏ هي مدينة تقع في مقاطعة بوينسيت، أركنسو بولاية أركنساس في الولايات المتحدة. تبلغ مساحة هذه المدينة 3.8 (كم²)، وترتفع عن سطح البحر 68 م، بلغ عدد سكانها 2133 نسمة في عام 2000 حسب إحصاء مكتب تعداد الولايات المتحدة.

## التركيبة السكانية
حدّد مكتب تعداد الولايات المتحدة بيانات التركيبة السكانية لليبانتو في تعداد الولايات المتحدة. في ما يلي، التركيبة السكانية حسب تعدادي 2000 و2010.

### تعداد عام 2000
بلغ عدد سكان ليبانتو 2,133 نسمة بحسب تعداد عام 2000، وبلغ عدد الأسر 851 أسرة وعدد العائلات 596 عائلة مقيمة في المدينة. في حين سجلت الكثافة السكانية 526.7 نسمة لكل كيلومتر مربع (1,364.1/ميل2). وبلغ عدد الوحدات السكنية 891 وحدة بمتوسط كثافة قدره 220 لكل كيلومتر مربع (569.8/ميل2).
وتوزع التركيب العرقي للمدينة بنسبة 82.37% من البيض و15.56% من الأمريكيين الأفارقة و0.05% من الأمريكيين الأصليين و0.05% من الأمريكيين ذوي الأصول الآسيوية و0.98% من الأعراق الأخرى و0.98% من عرقين مختلطين أو أكثر و2.11% من الهسبانيون أو اللاتينيون من أي عرق.
بلغ عدد الأسر 851 أسرة كانت نسبة 40.2% منها لديها أطفال تحت سن الثامنة عشر تعيش معهم، وبلغت نسبة الأزواج القاطنين مع بعضهم البعض 46.1% من أصل المجموع الكلي للأسر، ونسبة 18.8% من الأسر كان لديها معيلات من الإناث دون وجود شريك،  بينما كانت نسبة 5.2% من الأسر لديها معيلون من الذكور دون وجود شريكة وكانت نسبة 30% من غير العائلات. تألفت نسبة 28% من أصل جميع الأسر من عدة أفراد يعيشون في نفس المنزل ونسبة 14.8% كانت تتألف من شخص يعيش بمفرده يبلغ من العمر 65 عاماً أو أكثر. وبلغ متوسط حجم الأسرة المعيشية 2.51، أما متوسط حجم العائلات فبلغ 3.04.
بلغ العمر الوسطي للسكان 35.5 عاماً. وكانت نسبة 29.1% من القاطنين تحت سن الثامنة عشر، وكانت نسبة 9.4% بين الثامنة عشر والرابعة والعشرين عاماً، ونسبة 24.8% كانت واقعةً في الفئة العمرية ما بين الخامسة والعشرين والرابعة والأربعين عاماً، ونسبة 22.6% كانت ما بين الخامسة والأربعين والرابعة والستين، ونسبة 14% كانت ضمن فئة الخامسة والستين عاماً فما فوق. يوجد لكل 100 أنثى 87.3 ذكر، ويوجد لكل 100 أنثى في الثامنة عشر من عمرها فما فوق 81.5 ذكر.
بلغ متوسط دخل الأسرة في المدينة 22,599 دولارًا، أما متوسط دخل العائلة فبلغ 30,074 دولارًا. وكان متوسط دخل الذكور 26,977 دولارًا مقابل 18,565 دولارًا للإناث. وسجل دخل الفرد الخاص بالمدينة 12,550 دولارًا. وكانت نسبة 20.5% من العائلات ونسبة 26.3% من السكان تحت خط الفقر، وكان من هؤلاء نسبة 37.9% تحت سن الثامنة عشر ونسبة 26.2% في الخامسة والستين من العمر وما فوق.

### تعداد عام 2010
بلغ عدد سكان ليبانتو 1,893 نسمة بحسب تعداد عام 2010، وبلغ عدد الأسر 776 أسرة وعدد العائلات 519 عائلة مقيمة في المدينة. في حين سجلت الكثافة السكانية 467.4 نسمة لكل كيلومتر مربع (1,210.6/ميل2). وبلغ عدد الوحدات السكنية 873 وحدة بمتوسط كثافة قدره 215.6 لكل كيلومتر مربع (558.4/ميل2).
وتوزع التركيب العرقي للمدينة بنسبة 80.56% من البيض و14.84% من الأمريكيين الأفارقة و0.05% من الأمريكيين الأصليين و0.05% من الأمريكيين ذوي الأصول الآسيوية و2.75% من الأعراق الأخرى و1.74% من عرقين مختلطين أو أكثر و4.33% من الهسبانيون أو اللاتينيون من أي عرق.
بلغ عدد الأسر 776 أسرة كانت نسبة 32.6% منها لديها أطفال تحت سن الثامنة عشر تعيش معهم، وبلغت نسبة الأزواج القاطنين مع بعضهم البعض 42.3% من أصل المجموع الكلي للأسر، ونسبة 18.7% من الأسر كان لديها معيلات من الإناث دون وجود شريك،  بينما كانت نسبة 5.9% من الأسر لديها معيلون من الذكور دون وجود شريكة وكانت نسبة 33.1% من غير العائلات. تألفت نسبة 29.5% من أصل جميع الأسر من عدة أفراد يعيشون في نفس المنزل ونسبة 13.1% كانت تتألف من شخص يعيش بمفرده يبلغ من العمر 65 عاماً أو أكثر. وبلغ متوسط حجم الأسرة المعيشية 2.44، أما متوسط حجم العائلات فبلغ 2.99.
بلغ العمر الوسطي للسكان 39.9 عاماً. وكانت نسبة 24.1% من القاطنين تحت سن الثامنة عشر، وكانت نسبة 8.7% بين الثامنة عشر والرابعة والعشرين عاماً، ونسبة 24.2% كانت واقعةً في الفئة العمرية ما بين الخامسة والعشرين والرابعة والأربعين عاماً، ونسبة 27.7% كانت ما بين الخامسة والأربعين والرابعة والستين، ونسبة 15.3% كانت ضمن فئة الخامسة والستين عاماً فما فوق. وتوزع التركيب الجنسي للسكان بنسبة 48% ذكور و52% إناث.

## أعلام
- جيمس ر. هسندريكس
- بادي جيويل

## وصلات خارجية
- The US50 - Cities and Towns in Arkansas State
- 2012 United States Census Estimate